# Teama Fundației
Teama Fundației (în engleză Foundation's Fear) este un roman științifico-fantastic scris de Gregory Benford, a cărui acțiune se petrece în universul Fundației creat de Isaac Asimov. A apărut prima dată în 1997 la editura  Harper Prism. Este prima carte a celei de-a doua trilogii a Fundației, scrisă după moartea lui Asimov de trei autori și autorizată de patrimoniul Asimov.

## Intriga
Împăratul Cleon I vrea să îl pună pe Hari Seldon în funcția de prim-ministru al Imperiului Galactic. Puternicul membru al Consiliului de pe Trantor, Betan Lamurk, se opune acestei numiri și chiar Seldon este reticent în a accepta poziția, deoarece i-ar limita timpul în care se poate ocupa de proiectul psihoistoriei. Proiectul este condus de Seldon, Yugo Amaryl și de Dors Venabili. Dar Seldon are nevoie să rămână în grațiile împăratului și îl sfătuiește informal pe acesta (de exemplu, îi sugerează să șteargă din înregistrări numele teroriștilor, pentru a le nega nemurirea și a descuraja acțiunile haotice.
În afara psihoistoriei, mare parte a acțiunii cărții se învârte în jurul simulărilor Ioanei d'Arc și a lui Voltaire. Aceste simuri au fost recreate de programatorii companiei "Artifice Associates" din sectorul trantorian Dahl, Marq și Sybil, care plănuiesc să le folosească pentru două proiecte generatoare de bani: proiectul psihoistoriei lui Seldon și dezbaterea din sectorul trantorian Junin legată de oportunitatea construirii ființelor mecanice dotate cu inteligență artificială și de statutul pe care l-ar avea acestea. Fiecare dintre cele două simuri reprezintă una dintre tabere: Ioana pe Păstrători, iar Voltaire pe Sceptici.
Hari Seldon și Dors Venabili fug de pe Trantor, scăpând de forțele lui Betan Lamurk. În timpul odiseei lor galactice, cei doi experimentează realitatea sub forma unor cimpanzei pe planeta Panucopia și vizitează Noua Renaștere de pe lumea Sark.
Între timp, simurile Ioanei și a lui Voltaire evadează în echivalentrul trantorian al Internetului, unde întâlnesc extratereștrii străvechi care au părăsit spațiul fizic al Trantorului după sosirea roboților de terraformare, cu mai bine de 20.000 de ani în urmă. Prin intermediul celor două simuri, Hari ia legătura cu aceste entități virtuale extraterestre, care îl ajută să revină pe Trantor și să îl învingă pe Lamurk.
În final, Seldon acceptă poziția de prim-ministru al Împăratului Cleon I.

### Capitolele cărții
| 1. Matematician, ministru 2. Trandafirul întâlnește Bisturiul 3. Politici statale 4. Sentimentul identității | 5. Panbundent 6. Cețuri străvechi 7. Stele ca fire de nisip 8. Ecuațiile eterne |

## Trandafirul și Bisturiul
Ideea dezbaterii purtate între simulările virtuale ale Ioane d'Arc și a lui Voltaire a fost prezentată anterior de Benford în povestirea "Trandafirul și Bisturiul", apărută în 1989 în antologiei tematice Poarta timpului, creată de Robert Silverberg. Tema respectivei antologii și a continuării acesteia, Poarta timpului II: Interfețe periculoase, o constituia un experiment prin care erau readuse la viață mari personalități ale trecutului, sub forma unor simulări virtuale.
Benford a revizuit povestirea, modificând-o pentru a se încadra în subiectul romanului de față.

## Opinii critice
Steven H. Silver consideră că "deși Benford face o treabă destul de bună, rămânând în cadrul creat de Asimov, el deviază de la punctul de vedere asimovian mai des decât Roger MacBride Allen sau Orson Scott Card. Teama Fundației nu este o carte pe care fi vrut sau ar fi putut să o scrie. Benford aduce propriile cunoștințe și propria perspectivă în universul asimovian și, deși e deranjant atunci când nu se pliază pe lumea creată de Asimov, prezintă în același timp această lume într-o nouă lumină". The Science Fiction Review consideră, pe de altă parte, consideră că "romanul are un ritm lent" și critică noutățile tehnologice introduse de Benford, în special refolosirea ideii simurilor Ioanei d'Arc și a lui Voltaire.